# 焰色假鰓鱂
焰色假鰓鱂，為輻鰭魚綱鯉齒目鰕鱂亞目鰕鱂科的其中一種，為熱帶淡水魚，被IUCN列為易危保育類動物，分布於非洲坦尚尼亞Kisaki、Tazam的季節性水池，本魚體延長，雄魚體色為粉紅色，魚鱗邊緣紅色形成網狀紋，帶有藍色至白色金屬光澤，尾鰭紅色，體長可達4.7公分，棲息在底中層水域，生活習性不明，可做為觀賞魚。

## 擴展閱讀
維基物種上的相關：焰色假鰓鱂
1. ↑  Nagy, B.; Watters, B. . The IUCN Red List of Threatened Species. 2019, 2019: e.T60382A47186080  [17 November 2021]. doi:10.2305/IUCN.UK.2019-3.RLTS.T60382A47186080.en .